# Nombre de Dean
 (octobre 2023).
Si vous disposez d'ouvrages ou d'articles de référence ou si vous connaissez des sites web de qualité traitant du thème abordé ici, merci de compléter l'article en donnant les références utiles à sa vérifiabilité et en les liant à la section « Notes et références ».
Le nombre de Dean {\displaystyle (D)} est un nombre sans dimension utilisé en mécanique des fluides pour caractériser l'écoulement dans les tubes courbés. 
Ce nombre porte le nom de William Reginald Dean, mathématicien et physicien britannique (1896-1973).
Il se définit par la formule :
{\displaystyle D={\frac {v\,L_{c}\,\rho }{\mu }}\,{\sqrt {\frac {L_{c}}{2R}}}}
où :
- v - Vitesse
- Lc - Longueur caractéristique
- ρ - Masse volumique
- μ - Viscosité
- R - Rayon de courbure

Le nombre de Dean est donc un nombre de Reynolds corrigé par un facteur {\displaystyle {\sqrt {\frac {L_{c}}{2R}}}}. Ce nombre fait partie des équations de Dean qui sont une approximation des équations de Navier-Stokes pour l'écoulement d'un fluide newtonien dans un tube torique.